# Horst Stelzner

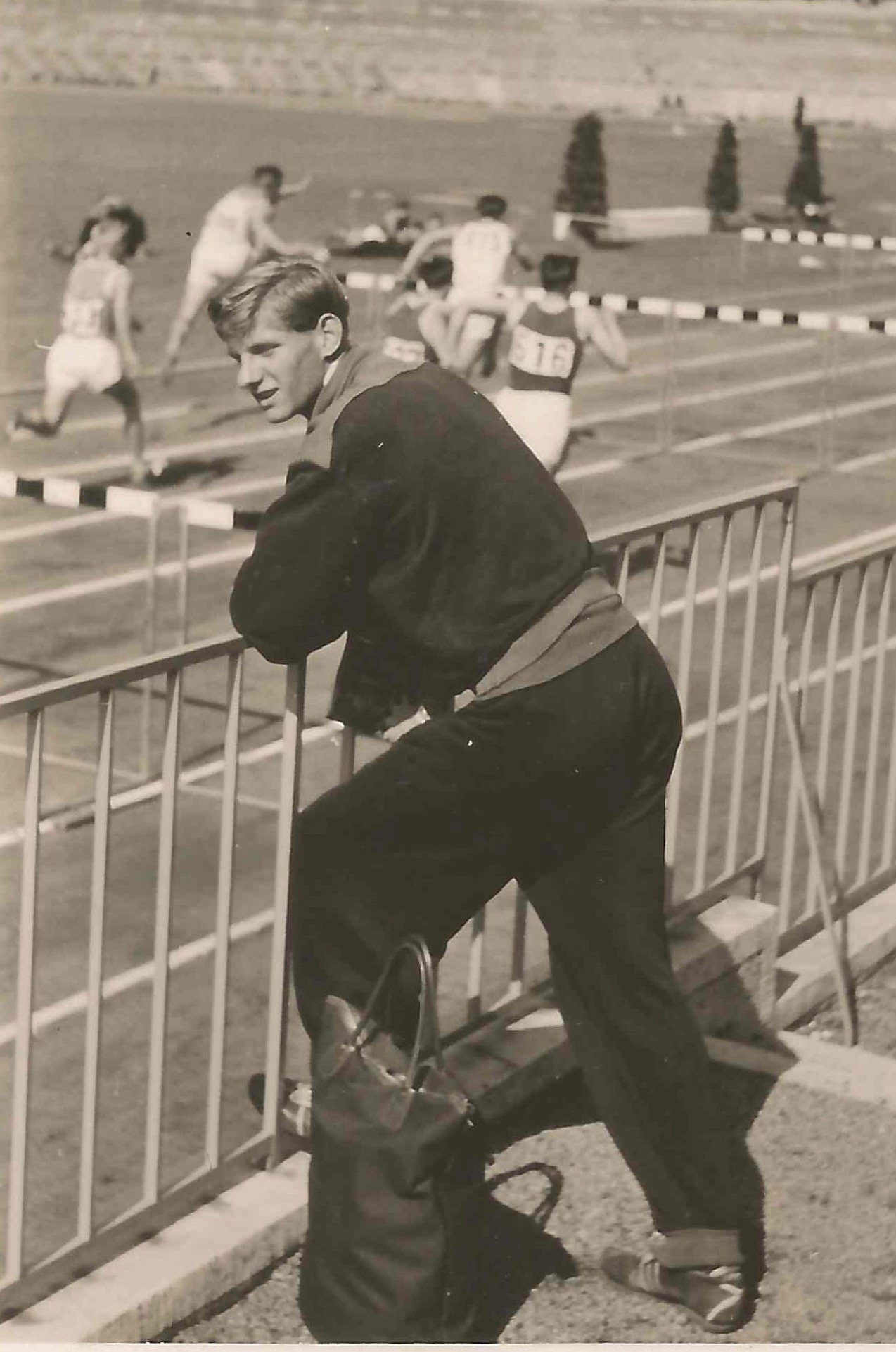
Horst Stelzner 1955 bei der Deutschen Jugendmeisterschaft in Frankfurt

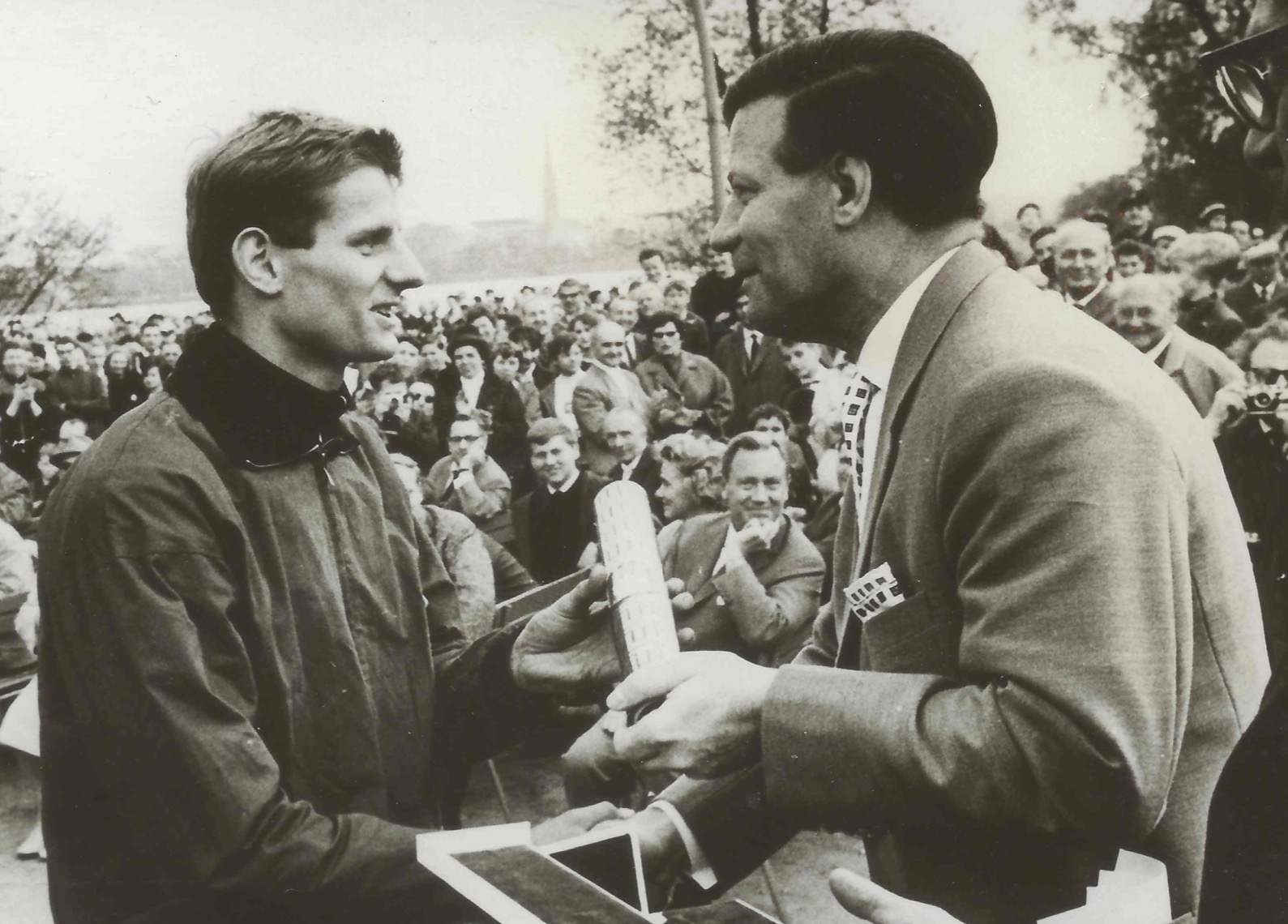
Horst Stelzner wird für die Staffel durch den damaligen Bundestagsabgeordneten und späteren Bundeskanzler Helmut Schmidt geehrt.

Horst Stelzner (* 29. Juli 1936 in Hamburg) ist ein ehemaliger deutscher Leichtathlet und Deutscher Meister im Fünfkampf. Nach seiner Sportkarriere war Horst Stelzner als Diplom-Ingenieur im Aus- und Inland tätig. Horst Stelzner war Mehrkämpfer und startete für den Hamburger SV. Im Fünfkampf war er in den Jahren 1959, 1961 und 1962 Deutscher Meister in der Mannschaftswertung.

## Erfolge
Deutsche Leichtathletik-Meisterschaften:
- 1958: 5. Platz im Zehnkampf in der Mannschaftswertung zusammen mit Jürgen Hillermann und Klaus-Dieter Emmentahl (14657 Punkte)
- 1959: 1. Platz im Fünfkampf in der Mannschaftswertung zusammen mit Hermann Salomon und Jürgen Hillermann (9099 Punkte)
- 1960: 1. Platz im Fünfkampf in der Mannschaftswertung zusammen mit Hermann Salomon und Manfred Bock (9666 Punkte)
- 1961: 1. Platz im Fünfkampf in der Mannschaftswertung zusammen mit Manfred Bock und Horst Beyer (9384 Punkte), 
  - 2. Platz im Fünfkampf in der Einzelwertung (3037 Punkte)
- 1962: 4. Platz in der 4 × 400-m-Staffel mit Stelzner, Dorau, P. Bock und M. Bock (Zeit: 3:13,40 min)
  - 5. Platz im Fünfkampf in der Mannschaftswertung zusammen mit Peter Bock und Ern (8761 Punkte)